# Richard Evelyn Byrd

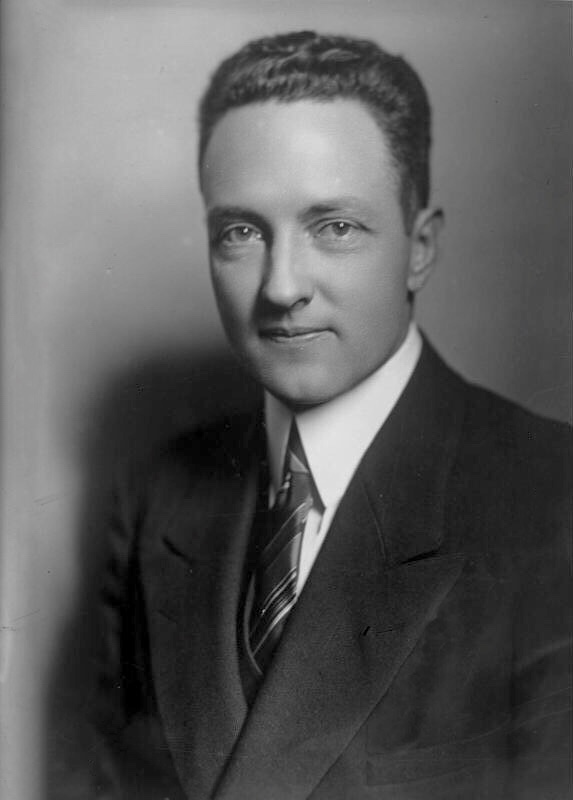
Richard E. Byrd, 1929

Richard Evelyn Byrd (* 25. Oktober 1888 in Winchester, Virginia; † 11. März 1957 in Boston) war ein US-amerikanischer Polarforscher und Konteradmiral.

## Flug zum Nordpol

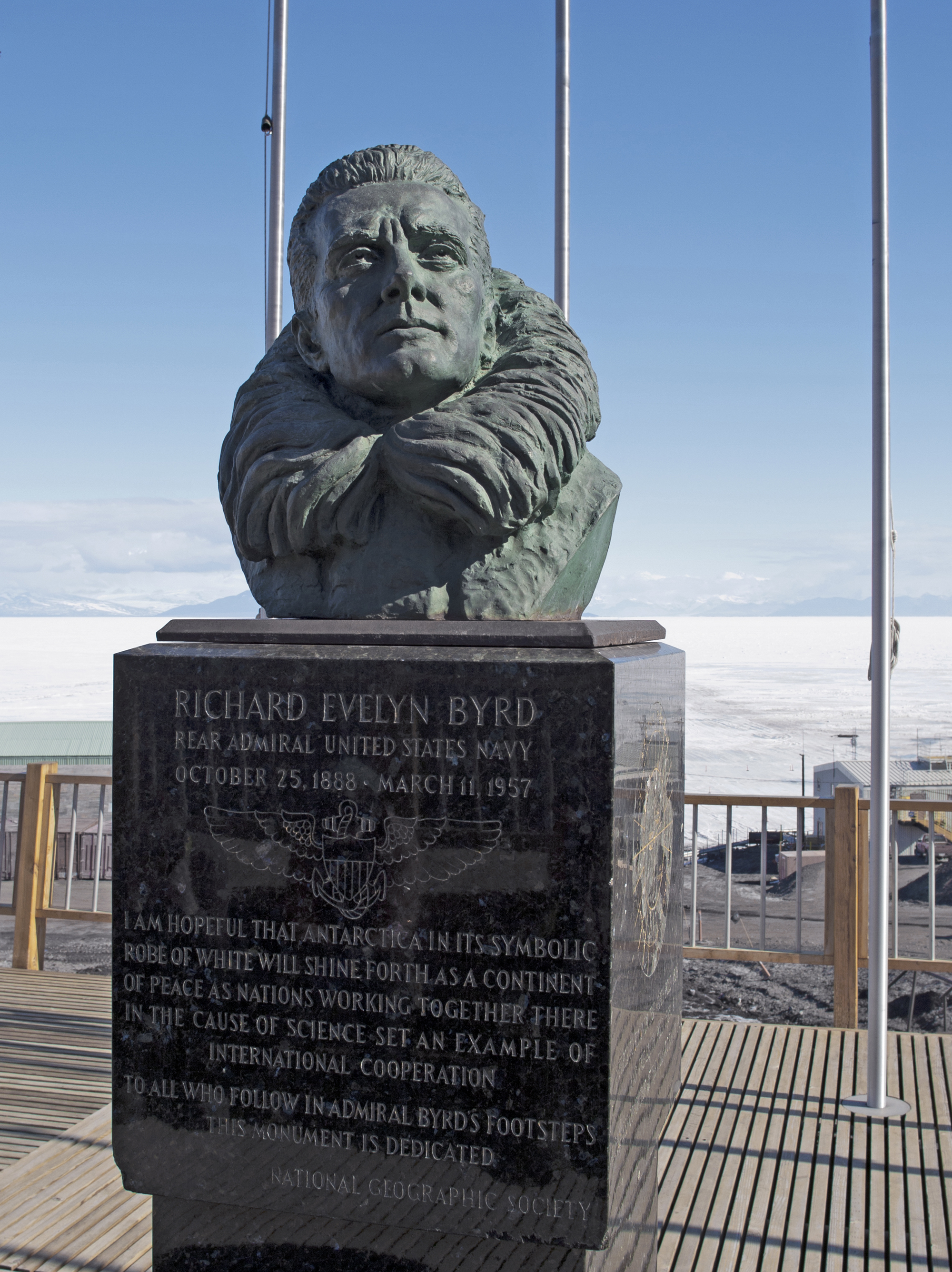
Bronze-Büste Byrds auf einem Sockel aus poliertem Larvikit. Aufgestellt von der National Geographic Society in der McMurdo Station 1965

Byrd behauptete, am 9. Mai 1926 gemeinsam mit Floyd Bennett als erster mit dem Flugzeug, einer dreimotorigen Fokker F.VII, den Nordpol über den Luftweg erreicht zu haben, wobei er von Ny-Ålesund am Kongsfjord auf Spitzbergen gestartet sei. Er wäre damit seinem Landsmann Lincoln Ellsworth und dem norwegischen Polarforscher Roald Amundsen um drei Tage zuvorgekommen, die den Nordpol an Bord des Luftschiffs Norge unter Luftschiffkapitän Umberto Nobile ansteuerten. Für ihren Flug wurden Byrd und Bennett mit der Congressional Medal of Honor ausgezeichnet.
Bereits kurz nach ihrer Rückkehr wurde jedoch vor allem vom Journalisten Odd Arneson bezweifelt, dass Byrd und Bennett tatsächlich am Nordpol waren; die Zeit sei dafür zu knapp gewesen. Auch eine technische Untersuchung des Flugzeugs, durchgeführt von Bernt Balchen, ließ Zweifel an der Richtigkeit der Behauptung aufkommen, da Byrd infolge eines Navigationsfehlers den Nordpol niemals erreicht haben konnte.
Floyd Bennett hat später sogar erklärt: „Byrd and I never got the North Pole“ (Wir haben den Nordpol nie erreicht). Sie hätten einige Zeit nach dem Start Ölverlust bei den Motoren bemerkt. Sie seien deshalb nach Spitzbergen zurückgeflogen. Nach einer Weile habe das Lecken aufgehört. Sie seien dann 14 Stunden in der Nähe von Spitzbergen hin und her geflogen und erst dann nach Kings Bai zurückgekehrt, wo Amundsen noch mit den Vorbereitungen für seinen eigenen Flug beschäftigt war.

## Transatlantikflug
Bei einer Übung für den ersten Nonstop-Flug über den Atlantik von den USA nach Frankreich im Rennen um den Orteig-Preis stürzten Bennett, Byrd und George Otto Noville beim Start ihrer Fokker ab. Bennett wurde dabei schwer, Byrd und Noville leicht verletzt. Bennett starb 1928 an den Folgen dieses Unfalls.
Byrd und Noville überquerten 1927 zusammen mit Bernt Balchen und Bert Acosta im Nonstopflug den Atlantik von Amerika nach Europa in 48 Stunden, wobei sie ihr Ziel Paris zwar erreichten, aber wegen schlechten Wetters dort nicht landen konnten. Ihre Fokker F.VII „America“  flog zurück Richtung Küste und machte wegen  Benzinknappheit am 1. Juli 1927 nahe der Küste der Normandie bei Bayeux eine Notlandung im Wasser.

## Die Antarktis
Auf seiner 1. Antarktisexpedition (1928–1930) gelang ihm am 28./29. November 1929 mit einer auf den Namen Floyd Bennett getauften Ford AT-5 Trimotor der erste Überflug und die Umrundung des Südpols, gemeinsam mit Bernt Balchen, Harold June und Ashley McKinley. Finanziert wurde die Reise unter anderen von John D. Rockefeller, Edsel Ford, der American Geographical Society, der National Geographic Society sowie der New York Times. Der Journalist Russell Owen der New York Times meldete als erster den Erfolg des Polfluges direkt aus der Antarktis.

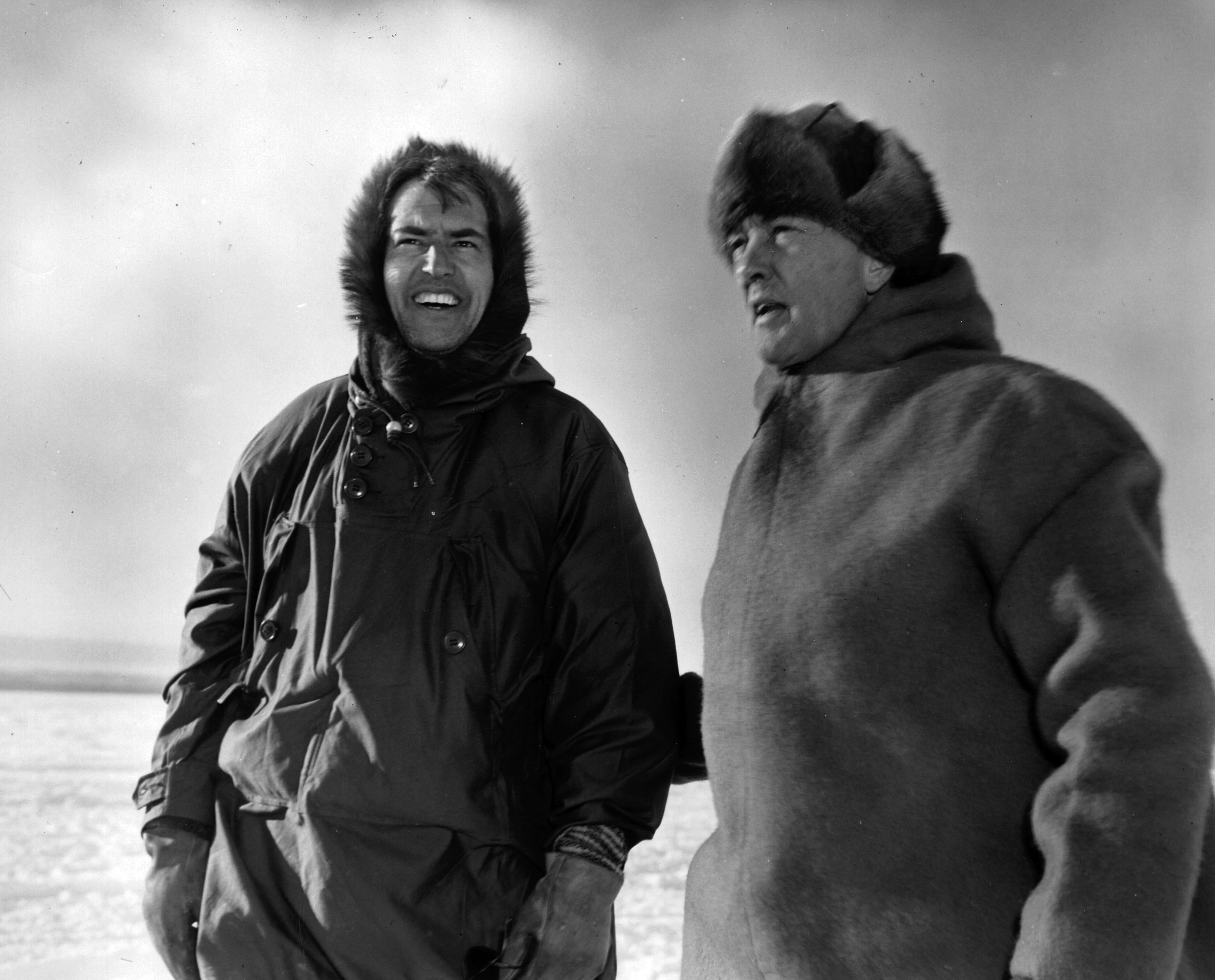
Paul Siple und Konteradmiral Byrd in der Antarktis während der Operation Highjump, 1947

Byrd leitete drei weitere Expeditionen (1933–1935, United States Antarctic Service Expedition (1939–1941), und Operation Highjump (1946–1947)) nach Antarktika, auf denen die Erforschung und Aufnahme fast der gesamten Küste und großer Inlandteile gelang. Byrd entdeckte dabei das – wie der Marie Byrd Seamount – nach seiner Ehefrau benannte Marie-Byrd-Land, die Thurston-Insel, die Ford Ranges und das Rockefeller-Plateau.
Seine letzte Expedition, die Operation Highjump (1946–1947), war die bis dahin größte in der Geschichte der Antarktis und zugleich ein Manöver der US Navy mit 4.000 Mann und 13 Kriegs- und Zivilschiffen, das der Erforschung und Kartographierung von Teilen der Antarktis zu militärischen Zwecken dienen sollte, jedoch vorzeitig unter Verlust mehrerer mitgeführter Flugzeuge abgebrochen wurde.

## Tod

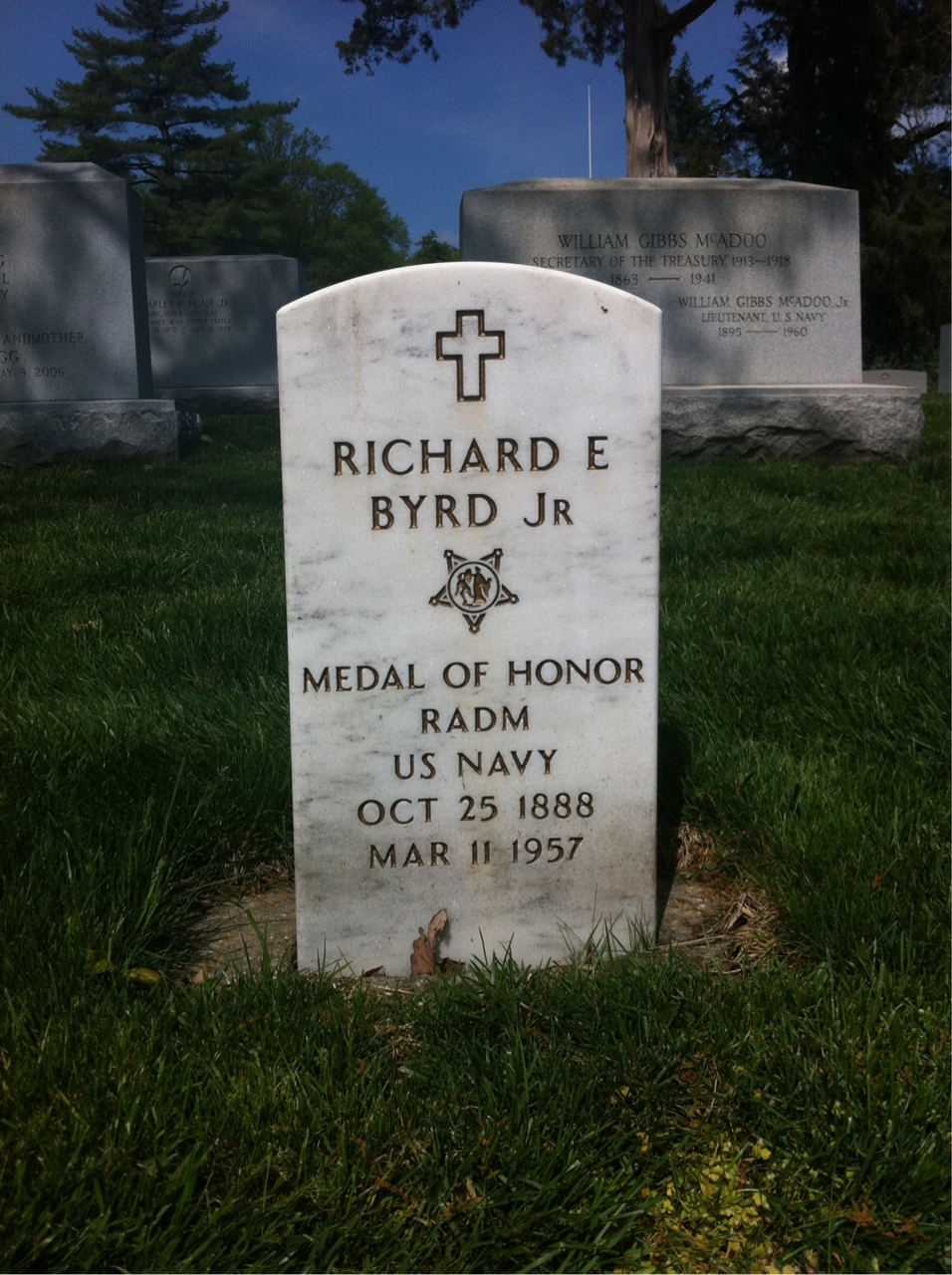
Grabstätte

Unmittelbar vor seinem Tod leitete Byrd noch die Vorbereitungen der USA für das bevorstehende Internationale Geophysikalische Jahr. Byrd wurde auf dem Nationalfriedhof Arlington beigesetzt; 1973 wurde Bernt Balchen im Grab neben ihm bestattet.

## Sonstiges
1930 wurde er zum Mitglied der American Philosophical Society gewählt. Ein Mondkrater und ein Marskrater sind nach Richard E. Byrd benannt. Das Byrd-Firnfeld in der Antarktis trägt ebenfalls seinen Namen.
Auch zwei Schiffe der United States Navy wurden nach ihm benannt:
- die Richard E. Byrd (DDG-23), ein Lenkwaffenzerstörer der Charles-F.-Adams-Klasse, der mittlerweile außer Dienst gestellt wurde.
- ein Frachter, die Richard E. Byrd (T-AKE-4).

Die erste Expedition wurde in einem Dokumentarfilm vorgestellt (Mit Byrd zum Südpol, 1930).
Im Jahre 1932 war Byrd Schirmherr der Olympischen Winterspiele von Lake Placid.
Byrd wurde am 19. März 1921 in der Freimaurerloge Federal Lodge No. 1 in Washington, D.C. in den Freimaurerbund aufgenommen. Auf seiner 2. Antarktisexpedition (1933–1935) gründete er mit 60 Teilnehmern, alle bereits Mitglieder des Freimaurerbundes, 1935 die Loge Antarctic No. 777.
Der Aviator-Nunatak in der Antarktis wurde den an der Expedition beteiligten Flugzeugführern gewidmet.

## Veröffentlichungen
- Allein! – Auf einsamer Wacht im Südeis. 1. Auflage. Leipzig 1939
- Aufbruch ins Eis, 1938
- Mit Flugzeug, Schlitten und Schlepper. 1. Auflage. Leipzig 1936
- To the Pole: The Diary and Notebook of Richard E. Byrd, 1925–1927. Edited by Raimund E. Goerler. 1998; The Ohio State University Press (englisch)
- Flieger über dem sechsten Erdteil. Ed. Erdmann, Wiesbaden 2014, ISBN 978-3-86539-871-0.